# Adilson Ferreira de Souza
Adilson Ferreira de Souza, conosciuto come Popó (Andradina, 1º settembre 1978), è un ex calciatore brasiliano, di ruolo centrocampista o attaccante.

## Carriera
Ha iniziato la carriera agonistica nel Mogi Mirim, per proseguirla in seguito all'estero tra le file del Montevideo Wanderers, Uruguay, del Salgueiros, Portogallo, e América, Messico. Popó ritornò in patria nel 2001 per militare nel Bandeirante-SP ed in seguito nell'Araçatuba e nell'ADAP.
Nel 2005 lascia nuovamente il suo paese natale per andare a giocare all'estero, in Corea del Sud. Dal 2005 al 2006 milita nel Busan I'Park e nel 2007 nel Gyeongnam.
Nel 2008 si trasferisce in Giappone per militare nel Kashiwa Reysol, sodalizio per cui gioca per due stagioni prima di trasferirsi al Vissel Kōbe. Anche con il sodalizio di Kōbe gioca un biennio poiché nel 2012 si trasferisce tra le file dell'Urawa Reds. La stagione seguente contribuisce al ritorno del Vissel Kōbe nella massima serie grazie alle 16 reti segnate.
Chiude la carriera agonistica nel 2015 con la Portuguesa.